# Madras, Oregon
Madras (pronounced MAD-res) là một thành phố trong Quận Jefferson, tiểu bang Oregon,  Hoa Kỳ. Ban đầu nó được gọi là The Basin (Lòng chảo) vì thành phố nằm trong một thung lũng hình tròn. Madras được đặt tên năm 1903 theo loại bông vải có tên là "Madras" mà có nguồn gốc trong vùng Chennai ở Ấn Độ, và không phải là tên xưa của Chennai, cũng tên là "Madras". Dân số là 5.078 theo Điều tra Dân số Hoa Kỳ năm 2000. Theo ước tính năm 2006, dân số là 6.070 cư dân. Thành phố là quận lỵ của Quận Jefferson6.

## Lịch sử
Madras được tổ chức thành thành phố năm 1911. Một căn cứ không lực của Lục quân Hoa Kỳ được xây dựng gần đó trong Chiến tranh thế giới thứ hai. Phi trường này bây giờ phục vụ như là phi trường của quận và thành phố.

## Cư dân nổi tiếng từ Madras
- Jacoby Ellsbury - cầu thủ bóng chày chuyên nghiệp
- River Phoenix - diễn viên

## Địa lý
Madras nằm ở vị trí 44°37'50" Bắc, 121°7'45" Tây (44.630536, -121.129128)1.
Theo Cục Điều tra Dân số Hoa Kỳ, thành phố có tổng diện tích là 5,6 km² (2,2 mi²), tất cả đều là đất.

## Giao thông
- Quốc lộ Hoa Kỳ 26
- Quốc lộ Hoa Kỳ 97

## Thành phố kết nghĩa
Madras có một thành phố kết nghĩa :
- Kitamimaki, Nhật Bản